# 美萊村屠殺
美萊村屠殺（越南语：／）是越战期間，美國陸軍第23步兵師第11旅第20團第1營C連的官兵，于1968年3月16日在越南广義省山静县美莱村（My Lai）进行的屠杀。殺害者包括男女老幼、甚至嬰兒，亦有輪姦女性和肢解屍體。
屠杀事件掩盖了一年多，直到先后几个美国陸軍士兵写信反映自己所在部队的暴行，并提到这个惨绝人寰的大屠杀。这件惨案推动美国国内的反战情绪。至于受害者人数，不同的资料来源對於美莱村越南平民的实际死亡数目也各不相同。越南的官方报告称，住在村中的900名平民中，568名被杀害。而《纽约时报》的一条消息指出，双方政府私下同意，死亡数目在400人到500人之间。
美萊村屠殺的消息由美國陸軍封鎖了一年，後來由美國記者西莫·赫許所揭發。1969年11月12日《紐約客》雜誌刊出屠殺醜聞，導致美國境內反戰情緒高漲，國際社會譁然、一致以「道德破產」加以責難。西莫·赫許於1970年獲得普利茲國際報導獎。

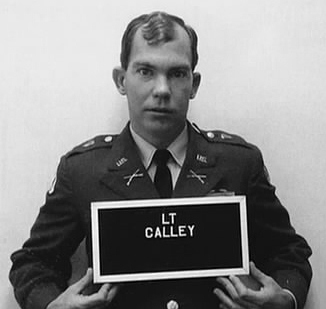
C連1排的排長威廉·凱利陸軍中尉（義務役軍官），指使部屬殺害22名手無寸鐵的南越平民

1971年3月31日，美國軍事法庭因美國陸軍中尉威廉·凱利下令開火而判處其終生監禁，但後來只服刑軟禁三年半。另有25人面臨起訴，但全都無罪釋放。

## 事件经过

### 背景
1967年12月，美国陆军第11轻步兵旅第20步兵团第一营C连（Charlie Company）抵达南越。虽然他们的第一个月內没有与敌军发生任何直接的交火，但在后面的几个月直到1968年3月中旬连续遭到了28次袭击，包括小陷阱和地雷等埋伏。一些人因此受伤，并且有五人喪命。
春节攻势发生在1968年1月份的越南农历春节之际（越南使用的农历与中国一样，也过春节），当时美军情报认为已撤退的越南民族解放阵线第48营正躲藏在美萊村。
1968年3月15日，在发动攻击的前夜，美国陆军上尉恩斯特·麦迪那（Ernest Medina）在作战指示會議上告诉手下士兵说：北越第48营就驻扎在他们称为“平克维尔”的美莱村，几乎村子裡所有的居民都会在大概早晨七点的时候离开村子去集市，所有留在村子裡的人都将视为越南民族解放阵线人员或他们的支持者。
麦迪那当时到底是如何下的命令，连队对此存在着矛盾尖锐的不同看法。有个士兵后来作证说：麦迪那命令连队“杀死村中的一切活口”。另一个士兵则说，麦迪那命令不收战俘，但有七个人肯定麦迪那没有下令杀妇女和儿童。當時還有人問及这項命令是否准許杀妇女和儿童，在场的人后来也对麦迪那的原话给出了不同的陈述。包括排长在内的一些人后来作证说，他们所理解的是“杀死所有游击队员和北越战士以及‘可疑人员’（包括妇女和儿童，甚至动物），烧毁房屋，炸毁地下掩体和地道。”也有人认为麦迪那说了“他们都是越共，去杀了他们”，并且在听到“谁是我的敌人？”的问题后回答：“敌人就是从我们身边跑开，躲着我们，看起来像敌人的任何人。如果一个男人在跑，直接开枪射击；而如果一个女人拿着来福槍在跑，也直接开枪。”
查理连负责进入这个小村庄，由一排作为先头部队。另外两个连主要由特遣队（Task Force）组成，负责在村庄周围布置警戒线戒严。

### 杀戮

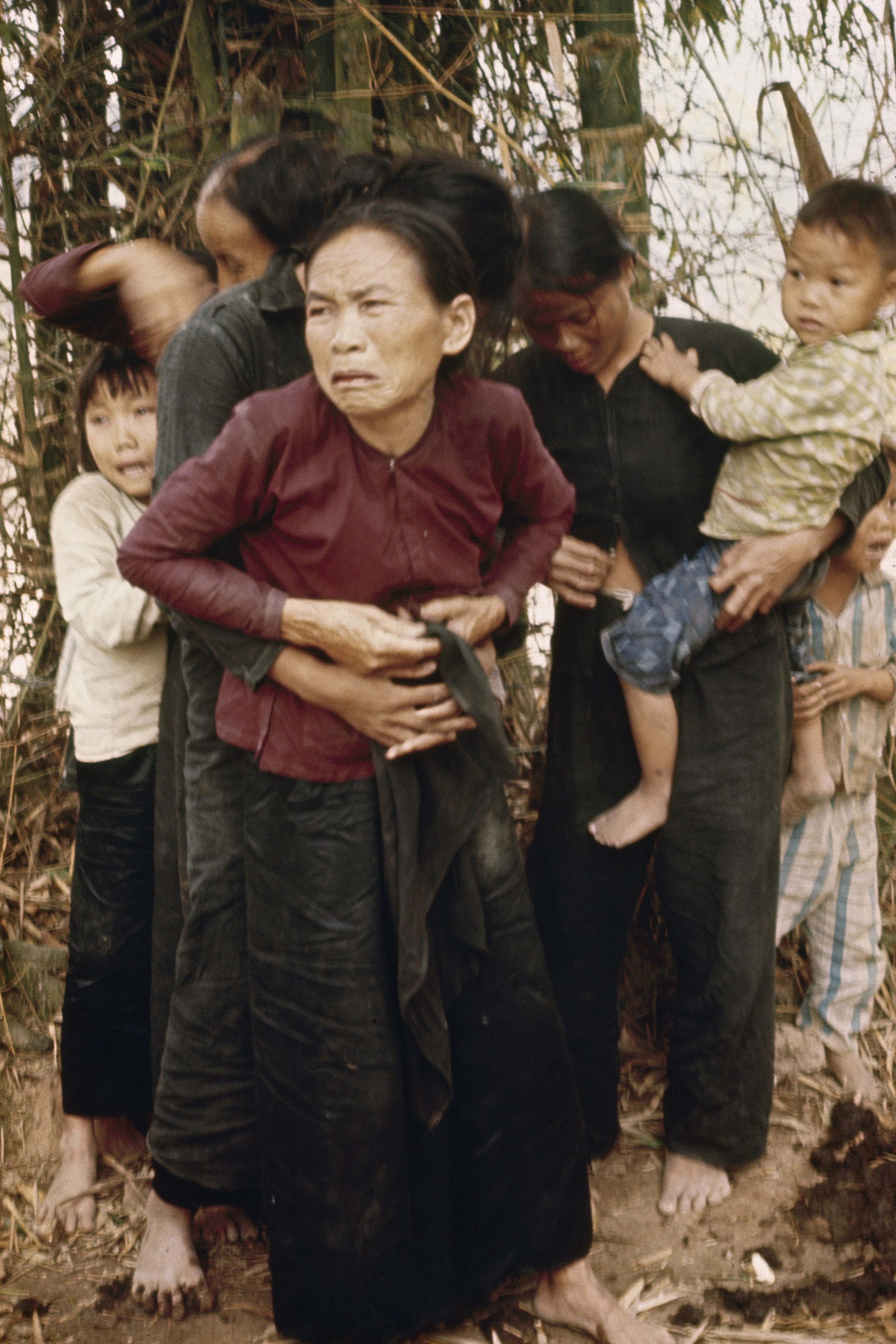
美萊村驚恐的婦孺，攝於被射殺的前一刻。

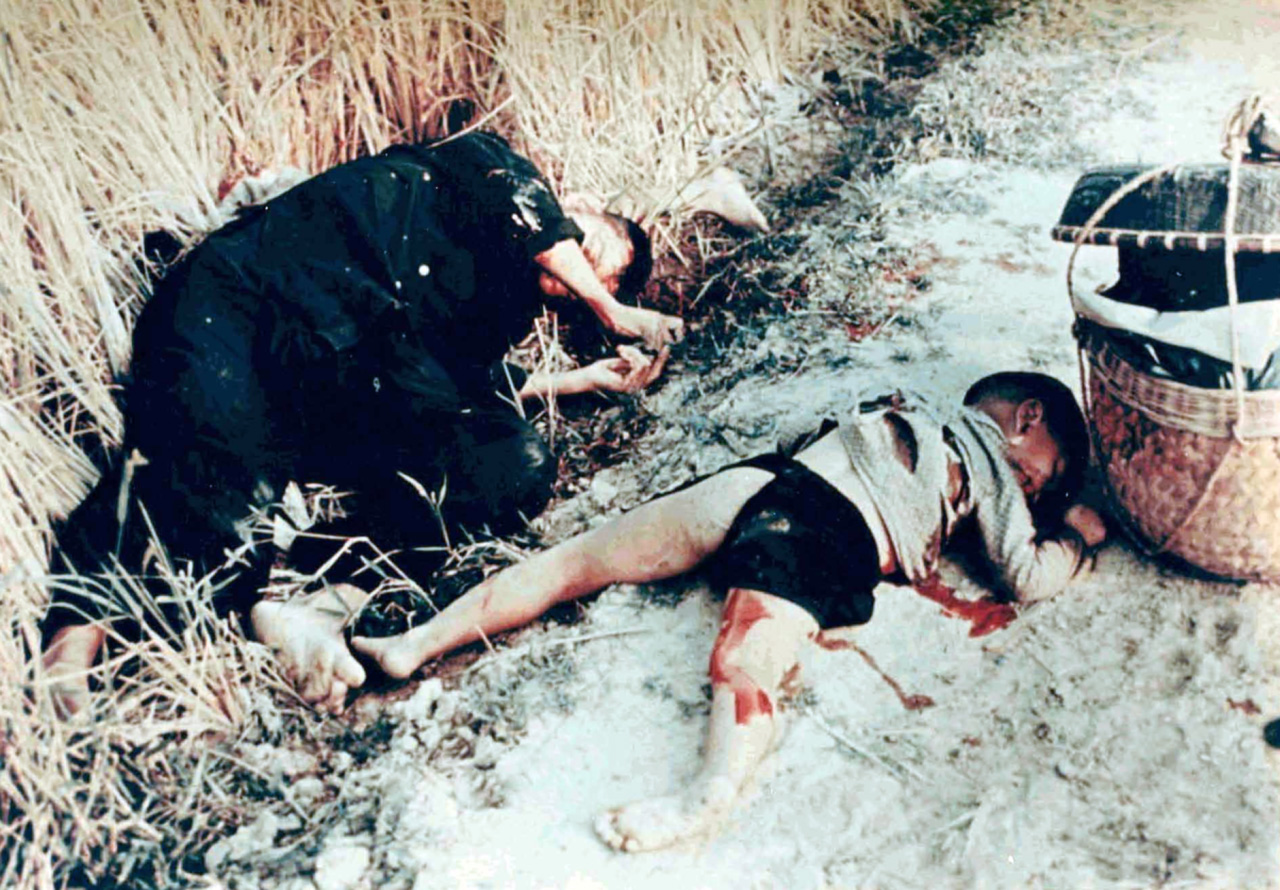
倒臥田埂的男子和兒童

1968年3月16日的早晨，C连在短程炮兵和武装直升机的掩护下来到了美莱村。尽管一路上美军并未发现任何敌人，但是许多士兵仍旧怀疑在越共的妻子或年迈父母家屋的地下藏着民族解放阵线士兵。于是这些美国士兵们，包括由威廉·凯利中尉率领的一排，就开始朝着他们认为有敌人的地方开枪。
在殺害第一个平民之后，士兵们就开始用枪、手雷、刺刀等放开手屠殺村子裡所有的人和动物。BBC新闻如此描述屠杀场景：“成堆的人聚集到水渠中或者其他地方，然后美军用自动武器將之杀掉。”在村子中央，大约70至80个人的人群，由一個排包围起来，然后凯利下令将他们全部杀掉，凯利还从不肯服从命令杀平民的下属手上夺过枪屠杀了另外两群人。二個排在向美莱村北半部和Binh Tay村（位于美莱村往北400米左右的一个小村）扫荡的过程中，杀了至少60至70个越南人。不过第二排因为地雷和陷阱而有一人死亡、七个人受伤。一排和二排“清洗”过一遍之后，三排负责处理任何“有生力量”，于是三排就立刻开始屠杀所有他们能找到的活着的人和动物。包括之前藏起来又出现的、躺在死人堆中呻吟的人。三排还把約7到12名妇女和儿童聚集起来进行扫射屠杀。

### 直升机介入

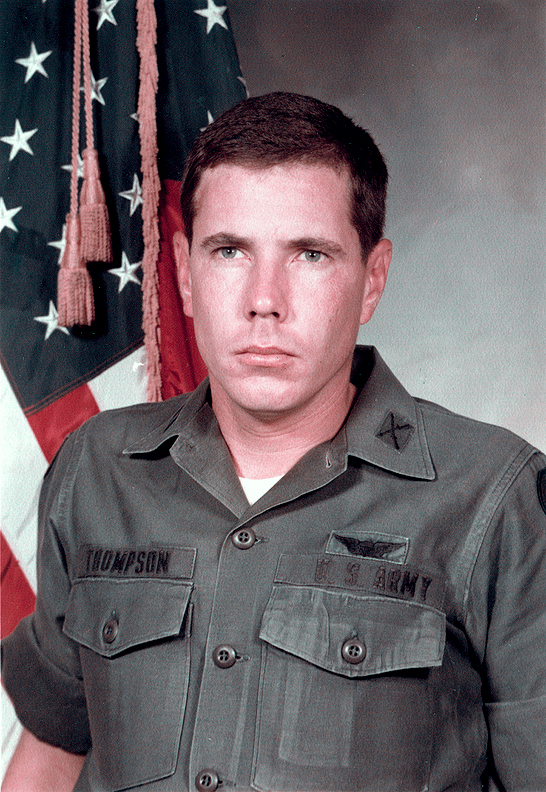
休斯·湯普森陸軍准尉

此時，協同作戰的直升機部隊開始察覺到異狀，侦察直升机機師休斯·湯普森（Hugh Thompson）准尉在發現美萊村的民眾屍體後降落查看。直升機於一條壕溝旁降落，湯普森發現整條壕溝都是屍體和傷者。湯普森請一名陸軍中士大卫·米切尔（David Mitchell）帮忙把伤者从壕沟抬出，米切尔卻表示會幫傷者解脫。湯普森感到震驚，並向中尉威廉·凯利（William Calley）查詢，凯利表示只是服从命令。湯普森因爭執無果一度駕機離開，但在見到地面美軍持續驅趕平民進入一處掩體後（事後證實美軍正打算將他們趕入其中後以手榴彈殺死）再次降落介入，並通知伴隨的兩架武裝直升機倘若美軍向平民開火就展開攻擊。湯普森的介入使美萊村的殺戮告一段落，他在離開時載走了4名生還者並返回基地報告。Frederic W. Watke少校称发生的事为“谋杀”和“不必要的杀戮”，汤普森在過程中一直试着呼叫救援来村中帮助伤者。

### 掩盖与调查
第一份战事报告声称，在经过一番激烈的交火后，美军在美莱村共杀死128名越共和22名平民，駐越美軍司令官威廉·威斯特摩兰陸軍上將称赞这是一次“杰出的胜利”。正如隔天美國陸軍部的官方報紙《星條旗報》頭條新聞所报道的：“美軍经过一整天的浴血奋战，消灭了128名越共份子。”
对美莱村行动的最早的调查，是由第11轻步兵旅旅長亨德森（Henderson）上校奉美军主任参谋楊格（George H. Young）少将的命令所进行。亨德森与参与行动的几名士兵进行了交流，然后于4月末写了一份书面报告，认定行动中的22名村民是无意中杀死的，美国军方此时仍旧将此事件描述为一次剿灭128名敌军士兵的军事胜利。
事件六个月后，第11旅的士兵Tom Glen写了封信给Creighton Abrams将军揭发此事。1969年3月，C连軍人Ronald Ridenhour另写了一份长信给尼克松總統、参联会、国务院、五角大楼和数名国会議員，除了Morris Udall議員之外大多数的信都没有回音。9月，William R. Peers将军奉命对事件和掩盖行为进行全面调查，他的最终报告于1970年完成，对C连人员和参与掩盖的高官提出了严厉批评。报告中说道：“第一排的人杀害了175至200名越南男人、女人和儿童，其中只有三、四名确认为越共。尽管还有无武装的越共混雜在平民中，且平民有許多對越共包庇的同情者和支持者，但是該次攻擊行動唯一一名受伤的士兵是由于自己的武器走火。”

### 军事法庭审判
1970年11月17日，美国联邦军队起诉了14名军官，包括第23步兵师最高将领塞穆尔·考斯特（Samuel W. Koster），原因是他们掩盖了与美莱村事件的真相，然而大部分起诉都中途撤銷。最后只有步兵旅長亨德森因掩盖事实而受审，但他在1971年12月17日宣布无罪释放。尽管凯利声称他是从麦迪那上尉处得到命令，可是他仍遭处无期徒刑和服勞役，尼克松总统之後下令将他保釋释放，后来改判軟禁三年半。
另外一场审判中，麦迪那上尉否认了对他指挥责任的指控，但是之后他承认隐瞒证物和谎报杀害人数。陆军部长Howard Callaway在纽约时报采访中说，凯利的减刑是因为他真的相信他是在执行上級命令。

### 倖存者
美莱村屠杀发生40多年后的2008年3月16日，包括遇难者的家人和美国的退伍老兵们在内的共1,000多人来到美莱村，纪念那些在越战因不幸而死去的人们。

## 影响与分析
一些军事观察家分析美莱村屠杀后认为，军队需要有更加优秀的人才来提供强有力的领导。随着越战的进行，前线训练有素和经验丰富的职业军人数目也随着伤亡和战斗而不断减少。另外一些人认为是美军实行的消磨战略下，军方偏重于歼敌尸体数造成的此事件，而且五角大廈已经形成了“隐瞒习惯”。
阿拉巴馬大學歷史學系榮譽教授霍華德·瓊斯（Howard Jones）的著書《My Lai: Vietnam, 1968, and the Descent into Darkness》揭露，美萊村屠殺中，美軍將越南人民貶低為泯滅人性的「越共」（Gooks），並將女性與孩童描述為「潛在的戰鬥人員」。

## 相关人员

### 威廉·凯利
2009年8月19日，威廉·凱利第一次发表公共演说表达自己的歉意与忏悔。在喬治亞州哥倫布同濟會（Kiwanis Club）一次會員聚會中，他說道：“我生命中沒有任何一天不為那天發生在美萊村的事情而悔恨自責。我愧對那些被殺的人、愧對他們的家人，也愧對捲入本案的美軍士兵和他們的家人。我真的很抱歉。”

### C连1排
- 中士迈克尔·本哈德特（Sergeant Michael Bernhardt）拒绝参与屠杀平民，麦迪那还威胁他，让他不要向国会议员写信曝光屠杀真相。据说迈克尔派去执行更危险的任务，如外出巡逻时站岗。后来他在多次采访中向新闻媒体曝光了更多屠杀现场的细节，并且作为对麦迪那审讯的起诉检举人出庭作证。在法庭上，他受到被告麦迪那辩护律师F. Lee Bailey的猛烈诘问。
- Herbert Carter说自己为了搭乘医疗直升机离开这个村子而开枪打伤了自己的脚，他当时声称自己是在擦枪的时候不小心走火而射到脚的，他是整个行动中唯一受伤的美国士兵。

### 直升机组人员
因为其行为，汤普森获得了优异飞行十字勋章和铜星勋章，另一机员Andreotta也得到了勋章并于1968年4月战死。
1969年，美國國會對事件展開調查。湯普森作證時，在國會受到議員猛烈抨擊，美國眾議院軍事委員會主席李華斯（L. Mendel Rivers）更表示湯普森應是唯一受罰的美軍，因為他下令將槍口瞄準美軍，但后来三名机组人员普遍视同美国的英雄。1998年3月10日，Max Cleland參議員在參院发表正式宣言，向汤普森、柯本和Andreotta三名机組员的致敬词，Cleland说他们「是真正最杰出的美国爱国精神之体现」。
2006年1月6日，62歲的汤普森死於癌症，葬礼上有全套军礼、三枪鸣响和直升机飞过。国会议员查尔斯·布斯塔尼(Charles Boustany)于2月发表演说纪念，说：“美国失去了一个真正的英雄，路易斯安那州失去了一个领导者和好朋友。”

## 照片
与美军其它许多在越南的行动一样，美莱村屠杀也有美军相关人员进行拍照，使用次數最多的照片是由美军“公共信息派遣队”的一名随军摄影师罗纳德·黑伯尔（Ronald L. Haeberle）在那天跟随C连时拍摄。他使用美军提供的相机，拍摄出的黑白照片由于受到美军审查制度的约束，在美军報刊上发布时没有与越南伤亡人员有关的照片。不过，在C连疯狂杀戮的当天，他还用自己的相机拍摄了一些彩色照片，真实地记录了当天的状况；这些照片他一直保存，后来卖给了媒体。

## 媒体
1989年，英国约克郡电视台播出纪录片《美莱村的四小时》（Four Hours in My Lai），采访当年的越南和美国的现场目击者，揭露美莱大屠杀的新证据。